# Ammopiptanthus
Genre
Ammopiptanthus est un genre de plantes à fleurs dicotylédones de la famille des Fabaceae, sous-famille des Faboideae, originaire d'Asie, qui comprend deux espèces acceptées.

## Liste d'espèces
Selon Catalogue of Life (23 octobre 2018) :
- Ammopiptanthus mongolicus (Kom.) S.H.Cheng
- Ammopiptanthus nanus (Popov) S.H.Cheng